# Hemistiquio
Se denomina hemistiquio a la mitad o fragmento de un verso que se mide en métrica como si fuese un verso entero y va separada de la otra mitad por una pausa en la entonación o cesura. Proviene de la palabra griega hēmistíkhion que se traduce como mitad o división del verso.
En la métrica castellana poseen hemistiquios los versos de más de nueve sílabas (los de arte mayor) como el dodecasílabo (dividido por una cesura en dos hemistiquios de seis sílabas), el alejandrino (en dos hemistiquios de siete sílabas), etc. Los versos muy extensos pueden tener incluso tres o más cesuras.

## Características
- Sirve para dividir versos.
- Se usa la cesura para separarlos.
- Tienen autonomía.
- Se rige por las reglas de la métrica.

## Tipos
Existen varios tipos o clasificaciones:
- Isostiquio: los hemistiquios poseen el mismo número de sílabas.
- Heterostiquio: los hemistiquios poseen longitud de sílabas diferentes.
- Pluristiquio: el verso se separa en más de dos hemistiquios.
- Braquistiquio: está contenido por pausas y no supera las cinco sílabas.

## Ejemplo
Ha muchos años - que busco el yermo,
ha muchos años - que vivo triste,
ha muchos años - que estoy enfermo,
¡y es por el libro que tú escribiste!
(Amado Nervo)